# Brian Oliván Herrero
Brian Oliván Herrero (Barcelona, 1 d'abril de 1994) és un futbolista professional català que juga com a lateral esquerre. És internacional amb la selecció catalana.

## Carrera de club
Oliván es va formar al planter del FC Barcelona. L'agost de 2013, fins i tot abans de debutar com a sènior va marxar a l'estranger, signant un contracte per tres anys amb el club portuguès SC Braga per jugar amb el filial a la Segunda Liga.
Oliván va jugar el seu primer partit com a professional el 14 de setembre de 2013, entrant com a suplent a la segona part en una derrota per 0–1 a fora contra el C.D. Feirense. Va rescindir el contracte amb el club el gener de l'any següent, i subsegüentment va fitxar pel CSKA de PFC Sofia el mes següent.
El 21 de juliol de 2014, després de no haver debutat amb el CSKA, Oliván va fitxar per un altre filial, el Real Valladolid B de Segona Divisió B. El 18 de desembre va debutar amb el primer equip, jugant com a titular en una derrota per 0–1 a fora en Copa del Rei contra l'Elx CF.
El 2 de juliol de 2015 Oliván va signar contracte per tres anys amb el Granada CF, i fou assignat a l'equip B també en la tercera divisió. El 23 d'agost de l'any següent, va ser cedit al Cadis CF de segona divisió, per un any.
Després de ser-hi un titular indiscutible, Oliván va ser adquirit definitivament el 19 de juny de 2017, i va signar contracte fins al 2021. El 2 de setembre de 2019, va ser cedit al Girona FC de la mateixa categoria, per la temporada 2019-20.
El 9 de setembre, Oliván va fitxar pel RCD Mallorca amb un contracte de dos anys. En la seva segona temporada va disputar amb els mallorquins 31 partits, amb un gol i dues assistències. El 21 de juny de 2022, a falta de pocs dies per acabar la seva vinculació amb els balears, el RCD Espanyol va anunciar el seu fitxatge, per tres temporades. El jugador arribava per competir amb Adri Pedrosa al lloc de lateral esquerre.

## Internacional
Internacional amb la selecció catalana, el maig de 2022 Gerard López el va convocar per disputar el partit Catalunya – Jamaica a Montilivi, una victòria per 6-0 en què Brian va entrar a la segona part.